# Geoagiu
Geoagiu est une ville du județ de Hunedoara, dans la région de Transylvanie, en Roumanie.

## Démographie
Lors du recensement de 2011, 85,3 % de la population se déclarent roumains et 8,61 % roms (5,02 % ne déclarent pas d'appartenance ethnique et 1,05 % déclarent une autre appartenance ethnique).

## Politique
| Parti | Parti                                      | Sièges |
| ----- | ------------------------------------------ | ------ |
|       | Parti national libéral (PNL)               | 5      |
|       | Parti social-démocrate (PSD)               | 5      |
|       | Alliance des libéraux et démocrates (ALDE) | 5      |